# Langmuir
Langmuir (abreviatura Langmuir) és una destacada revista científica que se centra en la publicació d'articles de química interdisciplinària. És publicada des del gener del 1985 per la Societat Química Americana. El seu factor d'impacte és 4,457 el 2014, any en què fou citada 113 157 cops. Ocupa la 3a posició de qualitat de revistes dedicades a l'electroquímica, la 4a en la categoria d'espectroscopia i la 6a en la de superfícies i interfícies en el rànquing SCImago.
El nom fa honor al químic nord-americà Irving Langmuir (1881-1957), guanyador del Premi Nobel de Química del 1932. Langmuir publicar articles en les següents categories temàtiques: Col·loides (surfactants i d'autoensamblatge, dispersions, emulsions, escumes); interfícies (adsorció, reaccions, pel·lícules, forces); interfícies biològiques (materials biocol·loides, biomoleculars i biomimètics); materials (materials nano i mesoestructurats, polímers, gels, cristalls líquids); electroquímica (transferència de càrrega interfacial, transport de càrrega, electrocatàlisi, fenòmens electrocinètics, bioelectroquímica); dispositius i aplicacions (sensors, microfluids, patrons, catàlisi, vidres fotònics).